# Astreptoceras
Astreptoceras – rodzaj głowonogów z podgromady amonitów.
Żył w okresie kredy (kampan).